# Campeonato Paraibano de Futebol Feminino de 2023
O Campeonato Paraibano de Futebol Feminino de 2023 foi a 12ª edição deste campeonato de futebol feminino, organizado pela Federação Paraibana de Futebol (FPF). O torneio teve início no dia 6 de outubro e terminou em 30 de outubro. A competição teria inicialmente 13 times, porém 6 dos times que iriam participar desistiram da competição.

## Regulamento
- Na primeira fase, as seis equipes serão divididas em dois grupos que se enfrentarão em turno único entre si, sendo que as duas melhores de cada grupo avançarão para às semifinais.
- Nas semifinais, os duelos se tornarão eliminatórios, sendo disputados em jogo único.
- Na final, os jogos também serão disputados em jogo único, valendo vaga para a Série A3 de 2024 para o campeão, desde que não esteja em outras séries da competição nacional, caso isso aconteça a vaga será repassada ao vice-campeão.
- Com as equipes divididas em dois grupos, os times do Paraibano Feminino de 2023 fazem jogos só de ida dentro do seu grupo, classificando-se os dois mais bem colocados de cada chave para as semifinais. No mata-mata, que também vai ser disputadas em um único confronto, os cruzamento se dará da segunite forma: 1º do A x 2º do B; 1º do B x 2º do A. Em caso de empate nessa fase, o classificado será conhecido após as penalidades máximas.
- A final também vai ser decidida em jogo único. O mandante é aquele que tiver o melhor desempenho, somadas todas as fases. O time vencedor do Paraibano Feminino de 2023 consegue a vaga para a Série A3 do Campeonato Brasileiro  Feminino de 2024. Já se o clube campeão estiver na Série A2 ou na Série A3, a vaga fica para a próxima equipe melhor classificada.[2]

## Participantes
| Equipe                   | Cidade      | Títulos                                 |
| ------------------------ | ----------- | --------------------------------------- |
| Associação Esportiva VF4 | João Pessoa | 2 (2021 e 2022)                         |
| Marretinha               | João Pessoa | 0                                       |
| Clube Recreativo Kashima | Bayeux      | 1 (2012)                                |
| Botafogo Futebol Clube   | João Pessoa | 6 (2011, 2015, 2016, 2017, 2018 e 2020) |
| Femar Futebol Clube      | Alagoinha   | 0                                       |
| Mixto Esporte Clube      | João Pessoa | 0                                       |

## Premiação
| Campeão do Campeonato Paraibano de Futebol Feminino de 2023 |
| ----------------------------------------------------------- |
| Mixto-PB Campeã (1° título)                                 |